# Nephrotoma capensis
Nephrotoma capensis är en tvåvingeart som först beskrevs av Camillo Rondani 1863.  Nephrotoma capensis ingår i släktet Nephrotoma och familjen storharkrankar. Inga underarter finns listade i Catalogue of Life.